# Elophos senilaria
Elophos senilaria är en fjärilsart som beskrevs av Fuchs 1901. Elophos senilaria ingår i släktet Elophos och familjen mätare. Inga underarter finns listade i Catalogue of Life.